# Digital object identifier

Logo

Il digital object identifier (acronimo DOI, in italiano "Identificatore digitale di un oggetto") è uno standard che consente l'identificazione duratura e univoca di oggetti di qualsiasi tipo all'interno di una rete digitale e l'associazione ad essi dei relativi dati di riferimento – i metadati –, secondo uno schema strutturato ed estensibile.
In generale, il DOI rende possibile creare sistemi e transazioni automatiche: può essere usato, ad esempio, per gestire la collocazione e l'accesso di informazione e documentazione, per amministrare metadati; per agevolare transazioni elettroniche, commerciali o meno, e per offrire un identificatore unico durevole a dati di qualsiasi forma.
Il DOI si distingue dai comuni indicatori Internet, come gli URL, in quanto identifica un oggetto direttamente, quale entità di prima classe, e non semplicemente attraverso qualche suo attributo, come il luogo in cui l'oggetto è collocato.
Il DOI si distingue anche da identificatori come quelli legati agli standard bibliografici (ISBN, ISSN, ISRC, ecc.), in quanto è immediatamente azionabile in rete e utilizzabile per lo sviluppo di servizi specifici quali motori di ricerca, certificazioni di autenticità, ecc.

## Cosa può essere identificato da un DOI
Un identificatore DOI può essere registrato su oggetti di qualsiasi forma materiale (digitale o fisica) o su entità astratte (come opere testuali) quando c'è una necessità funzionale di distinguerli da altri oggetti.
I suoi oggetti possono dunque essere tanto contenuti digitali quanto contenuti pubblicati su supporti fisici: i DOI possono essere utilizzati per identificare testi, immagini, risorse audio o video, software, ecc.
Un oggetto può essere arbitrariamente identificato a qualunque livello di granularità. Ciò significa che, ad esempio, si può registrare un DOI sulla testata di una rivista, sul suo singolo numero, sul singolo articolo di un dato numero, sulla singola tabella di un dato articolo.

### Benefici dell'utilizzo del DOI
I benefici derivanti dall'utilizzo del DOI sono molteplici. Tra questi, in particolare, si hanno i seguenti:
- persistenza: il nome DOI continuerà a funzionare correttamente nonostante venga modificata l'ubicazione del materiale, venga riordinato o inserito nei collegamenti "Preferiti";
- cooperazione con altri dati, provenienti da altre fonti;
- estensibilità: il nome DOI può essere esteso, aggiungendovi nuove caratteristiche e nuovi servizi attraverso l'amministrazione dei Gruppi dei DOI Name;
- indipendenza dalla piattaforma;
- aggiornamenti dinamici: gli aggiornamenti dei metadati, delle applicazioni e dei servizi dinamici.

Inoltre agli utenti permette di:
- conoscere quello che possiedono;
- trovare quello di cui hanno bisogno;
- conoscere dove esiste quello di cui hanno bisogno;
- riuscire a ottenere quello di cui necessitano;
- usare quello di cui necessitano in una transazione.

## Struttura del DOI
Il sistema di numerazione DOI Name segue una sintassi standardizzata (ISO 26324 del 2012, riveduto nel 2022, precedentemente ANSI/NISO Z39.84 del 2000).
Il DOI Name non dice nulla riguardo all'entità che ha come oggetto (è una stringa opaca). L'unico modo per sapere qualcosa sull'entità è quello di guardare i metadati. Se si modificassero i metadati, o qualche altra proprietà dell'entità, il DOI Name resterebbe quindi lo stesso (persistenza del DOI Name).
Il DOI Name è composto da 2 componenti separati da una slash:
1. Prefisso: tutti i nomi DOI iniziano con "10.", questo per distinguere un DOI da un'altra qualsiasi implementazione del Handle System. La stringa seguente, delimitata dal "." è l'identificativo dell'organizzazione che ha registrato l'elemento. Ogni organizzazione può avere più di un numero, e non c'è un limite massimo. L'uso di differenti suffissi per una organizzazione può tornare utile per mantenere l'unicità del DOI Name. Il secondo elemento può essere ulteriormente diviso in infiniti prefissi secondari. Il DOI Name non dà nessuna informazione e sarebbe sbagliato derivare il proprietario di un dato elemento a partire dal secondo elemento del prefisso DOI. Infatti in caso di passaggio di proprietà il DOI Name, essendo persistente, non viene modificato. Esempio di prefisso DOI: 10.11234.12
2. Suffisso: insieme al prefisso forma una stringa unica (ogni DOI Name deve essere unico). Il suffisso come il prefisso può essere una combinazione qualsiasi di caratteri alfanumerici. Esistono due modi per creare un suffisso: o le entità sono già numerate in qualche modo, o le unità non sono ancora numerate. Nel primo caso il DOI Name può essere utilizzato per entità che hanno già schemi standard di numerazione (ad es. ISBN per i libri, ISSN per i periodici) o può essere che l'ente registrante abbia un proprio sistema di numerazione interno. Si possono utilizzare il nome definito dallo standard o dall'ente registrante come suffisso. Ovviamente quando si percorre questa strada le applicazioni che leggono il DOI Name non attribuiscono alcun significato al suffisso, in quanto al DOI Name non è associato alcun significato, ma si può creare un'applicazione che estrapoli dal DOI Name il suffisso e lo interpreti secondo gli standard corretti.

Non vi è un limite sulla lunghezza di queste due parti, ciò permette una disponibilità infinita di DOI Name.

## La risoluzione DOI
La risoluzione, in termini generali, è il processo attraverso cui si sottopone un identificatore a un servizio di rete e si ricevono in cambio una o più informazioni relative all'entità identificata. Ad esempio, nel caso del Domain Name System (DNS), la risoluzione avviene da un nome di dominio, come www.doi.org, ad un singolo indirizzo IP, come 132.151.1.146, che viene poi utilizzato per comunicare con quel sito.
La risoluzione DOI avviene da un DOI a una o più pagine web con contenuti stabiliti dal registrante: esemplari dell'oggetto, campi di metadati, servizi quali l'e-mail, ecc.
"Ciò che il DOI identifica" e "ciò a cui il DOI risolve" sono due concetti differenti: è possibile che un DOI non risolva all'oggetto identificato, ma semplicemente alle relative informazioni stabilite dall'editore.
La risoluzione DOI è resa possibile grazie alla tecnologia Handle System, sviluppata dal CNRI (Corporation for National Research Initiatives), ed è liberamente attuabile da qualunque utente che incontri un DOI.
Per risolvere un DOI, basta digitare nella barra indirizzi di qualunque browser la stringa http://doi.org/ seguita dal DOI.
Per esempio, per risolvere il DOI 10.1392/dironix, si copi nel proprio browser:
http://doi.org/10.1392/dironix
In alternativa, si possono utilizzare il proxy server di mEDRA (l'Agenzia Europea di Registrazione DOI) o la maschera di risoluzione presente nella home page del sito di mEDRA.

## I metadati
Ad ogni DOI è associata una serie di metadati, vale a dire informazioni bibliografiche e commerciali relative al contenuto (titolo, autore, data di pubblicazione, copyright, prezzo, ecc.) ed alla sua collocazione nel contesto dell'offerta editoriale complessiva del registrante (l'appartenenza di un titolo ad una collana, di un articolo ad una pubblicazione seriale, la disponibilità dello stesso contenuto in più formati e supporti, ecc.).
Attraverso i metadati, il DOI si configura non solo come stringa identificativa, ma come un potente e inequivoco strumento per la conservazione e la condivisione di dati.
I metadati, analogamente al DOI, rimangono indissolubilmente legati all'oggetto che descrivono e possono essere facilmente trasmessi ad altri soggetti della catena produttiva e commerciale, incrementando le opportunità di commercio elettronico per ogni produttore di contenuti.
Inoltre, i metadati rappresentano la chiave per lo sviluppo di servizi basati sul DOI, quali banche dati internazionali e motori di ricerca per specifiche tipologie di contenuti.
Affermare che i metadati sono persistenti non significa dire che siano immodificabili: i registranti hanno facoltà di aggiornare i metadati delle proprie pubblicazioni in qualunque momento, mantenendo il controllo su un flusso di informazioni costantemente aggiornato.

## International DOI Foundation
L'International DOI Foundation (IDF), organizzazione non-profit istituita nel 1998, è l'autorità di registrazione e l'ente di manutenzione del sistema DOI.
L'IDF sostiene lo sviluppo e la promozione del sistema DOI quale infrastruttura comune per la gestione dei contenuti, e garantisce che qualunque miglioramento apportato al sistema (riguardante la creazione, il mantenimento, la registrazione, la risoluzione e le strategie politiche relative al DOI) venga reso disponibile a ogni registrante, e che nessuna licenza per l'adozione dello standard possa essere richiesta da terzi.
L'IDF è controllata da un Consiglio eletto dai membri della Fondazione, con un Direttore nominato a tempo pieno responsabile di coordinarne e pianificarne le attività.
Attraverso il Consiglio, l'IDF è, in ultima istanza, controllata dai suoi membri.
L'affiliazione è aperta a tutte le organizzazioni con interessi nell'editoria elettronica e relative tecnologie.

## Le agenzie di registrazione DOI
Un'Agenzia di Registrazione DOI (RA) è un'autorità riconosciuta dall'IDF, il cui ruolo primario è quello di fornire servizi ai registranti DOI: assegnazione dei prefissi DOI, registrazione DOI, accesso all'infrastruttura necessaria a comunicare, controllare e aggiornare i metadati. Alle RA è anche richiesto di promuovere attivamente l'adozione del DOI, cooperare con l'IDF nello sviluppo complessivo del sistema e fornire servizi specificamente indirizzati alla propria comunità di utenti.
Attualmente, sette principali RA sono attive nel mondo:
- mEDRA (Italia)
- CrossRef (USA)
- R.R. Bowker (USA)
- CAL (Australia)
- Nielsen BookData (archiviato dall'url originale il 26 gennaio 2019) (GB)
- TIB (archiviato dall'url originale il 20 marzo 2012) (Germania)
- L’Ufficio delle pubblicazioni dell’Unione Europea  (UE)